# Góra (gromada w powiecie górowskim)
Góra (do 30 XII 1961 Stara Góra) – dawna gromada, czyli najmniejsza jednostka podziału terytorialnego Polskiej Rzeczypospolitej Ludowej w latach 1954–1972.
Gromady, z gromadzkimi radami narodowymi (GRN) jako organami władzy najniższego stopnia na wsi, funkcjonowały od reformy reorganizującej administrację wiejską przeprowadzonej jesienią 1954 do momentu ich zniesienia z dniem 1 stycznia 1973, tym samym wypierając organizację gminną w latach 1954–1972.
Gromadę Góra z siedzibą GRN w mieście Górze (nie wchodzącym w skład gromady) utworzono 31 grudnia 1961 w powiecie górowskim w woj. wrocławskim w związku z przeniesieniem siedziby GRN gromady Stara Góra ze Starej Góry do Góry i zmianą nazwy jednostki na gromada Góra. Dla gromady ustalono 27 członków gromadzkiej rady narodowej.
1 lipca 1968 do gromady Góra włączono wsie Grabowno, Szedziec, Ślubów i Zawiścice ze zniesionej gromady Ślubów w tymże powiecie.
1 stycznia 1970 do gromady Góra włączono obszar gruntów i lasów o powierzchni 776,57 ha z miasta Góry w tymże powiecie.
Gromada przetrwała do końca 1972 roku, czyli do kolejnej reformy gminnej. 1 stycznia 1973 w powiecie górowskim reaktywowano zniesioną w 1954 roku gminę Góra.